# Боасјер (Лот)
Боасјер (фр. Boissières) насеље је и општина у јужној Француској у региону Миди Пирене, у департману Лот која припада префектури Каор.
По подацима из 2011. године у општини је живело 373 становника, а густина насељености је износила 28,63 становника/km². Општина се простире на површини од 13,03 km². Налази се на средњој надморској висини од 260 метара (максималној 331 m, а минималној 150 m).

## Демографија
| 1962. | 1968. | 1975. | 1982. | 1990. | 1999. | 2011. |
| ----- | ----- | ----- | ----- | ----- | ----- | ----- |
| 179   | 200   | 219   | 234   | 241   | 312   | 373   |

График промене броја становника у току последњих година